# Secese (mikroregion)
Secese (od Sever českého severu) byl dobrovolný svazek obcí v okresu Liberec, jeho sídlem byly Jindřichovice pod Smrkem a jeho cílem vzájemná spolupráce a koordinace činností v oblasti rozvoje regionu. Angažoval se například ve výstavbě větrných elektráren, jejichž snahou mělo být snížená energetické závislosti regionu. Získal ale také finanční podporu ve výši dvou milionů korun českých určenou na výstavu místních cyklostezek. Mikroregion vznikl roku 1999 a sdružoval celkem čtyři obce. Na konci roku 2004 však zanikl.

## Obce sdružené v mikroregionu
- Jindřichovice pod Smrkem
- Dolní Řasnice
- Horní Řasnice
- Krásný Les